# Krynica-Zdrój (stacja kolejowa)
Krynica-Zdrój – stacja kolejowa w Krynicy-Zdroju, w województwie małopolskim, w Polsce. Według klasyfikacji PKP ma kategorię dworca turystycznego.

## Ruch pasażerski
| Rok  | Wymiana pasażerska na dobę |
| ---- | -------------------------- |
| 2017 | 100-149                    |
| 2022 | 300-499                    |

## Linie kolejowe
Stacja jest ostatnią na linii kolejowej nr 105, ma charakter stacji czołowej.

## Infrastruktura

### Budynek dworca
W budynku dworca działała kasa biletowa spółki Przewozy Regionalne i kasy przewoźników autobusowych, część budynku wykorzystywana na cele niezwiązane z transportem. Brak poczekalni. Kasa obecnie jest zamknięta.

### Perony
Na stacji znajdują się dwa niskie perony z wiatami dla podróżnych i instalacją megafonową: 
- Peron 1, jednokrawędziowy, przylegający do budynku dworca, o długości użytkowej 270 m
- Peron 2, wyspowy, z dojściem dwoma przejściami w poziomie szyn, o długości użytkowej 350 m

### Nastawnie
Funkcjonują dwie nastawnie: w wolnostojącym parterowym budynku przy głowicy rozjazdowej oraz w budynku dworca. Rozjazdy nastawiane są miejscowo, działa sygnalizacja świetlna.

### Infrastruktura towarzysząca
Brak lokomotywowni i wagonowni, istniejące tory boczne nie są używane – obsługa i postój składów pasażerskich kończących bieg w Krynicy odbywa się na pobliskiej stacji w Powroźniku.

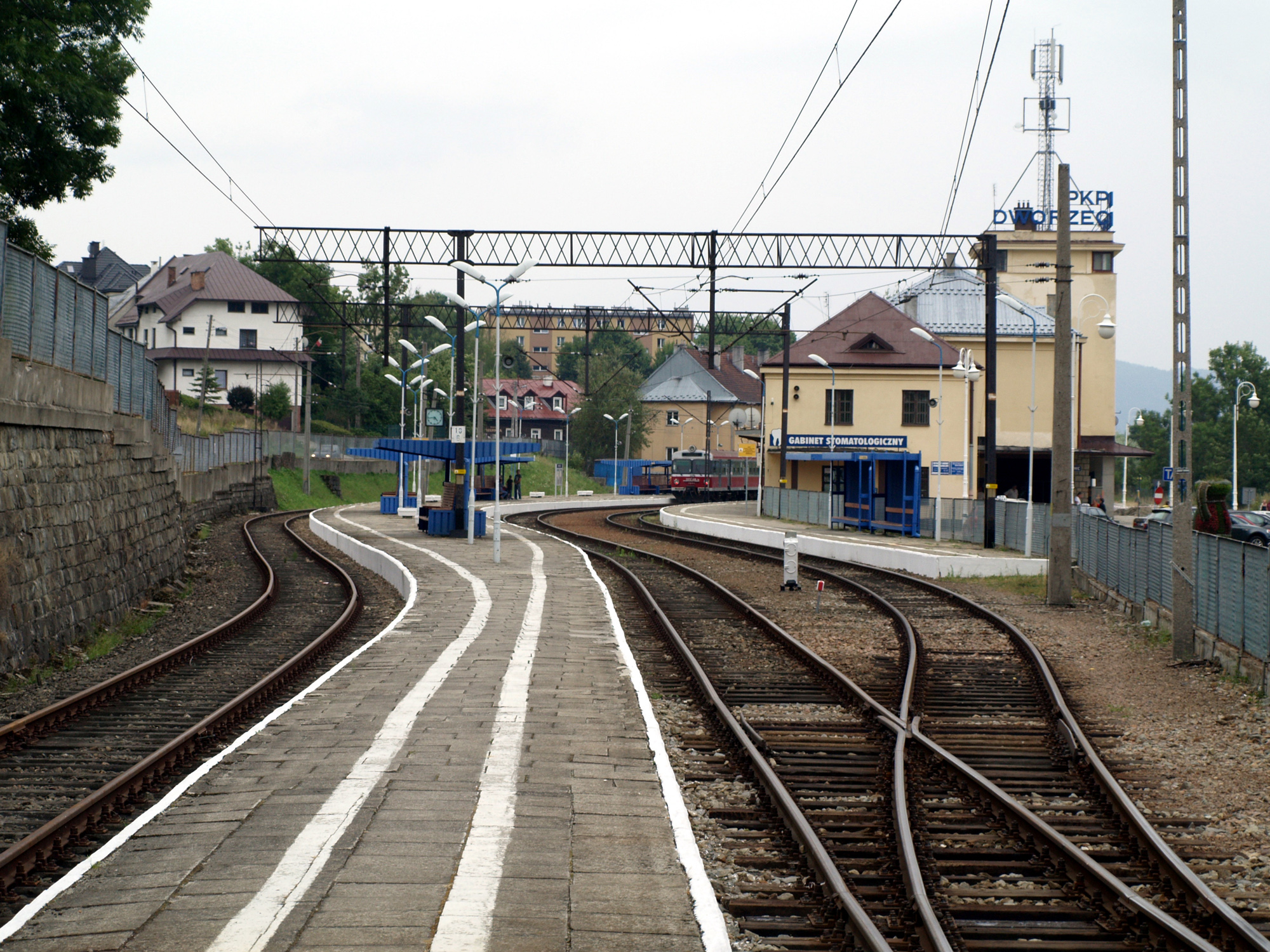
Perony stacji, widok w kierunku Muszyny

## Ruch pociągów
Do stacji docierają pociągi pasażerskie spółek Polregio i PKP Intercity.